# Itame halituaria
Itame halituaria är en fjärilsart som beskrevs av Achille Guenée 1858. Itame halituaria ingår i släktet Itame och familjen mätare. Inga underarter finns listade i Catalogue of Life.